# L'Art dans le sang
Pour plus de détails, voir Fiche technique et Distribution.
L'Art dans le sang est un film d'animation de court métrage britannico-canadien réalisé par Joanna Quinn et sorti en 2021.

## Fiche technique
- Titre anglais : Affairs of the Art
- Réalisation : Joanna Quinn
- Scénario : Les Mills
- Décors :
- Costumes :
- Animation : Joanna Quinn et James Nutting
- Photographie : Mia Rose Goddard et Fran Breslin
- Montage : Mia Rose Goddard
- Musique : Benjamin Talbott
- Son :
- Producteur : Michael Fukushima et Les Mills
- Société de production : ONF et Beryl Productions International
- Société de distribution : ONF
- Pays d'origine :  Royaume-Uni et  Canada
- Langue originale : anglais
- Format : couleur
- Genre : Animation
- Durée : 16 minutes
- Dates de sortie :
  - France : 29 janvier 2021 (Clermont-Ferrand)

## Distribution
- Menna Trussler : Beryl
- Brendan Charleson : Ifor, Colin, Lenin et l'intervieweur
- Joanna Quinn : Beverly
- Mali Ann Rees : Maman et Edie

## Distinctions
- 2021 : Mention spéciale du jury pour un court métrage au festival international du film d'animation d'Annecy